# الدوري البحريني الممتاز 1978–79
الدوري البحريني الممتاز 1978-1979 هي النسخة الثالثة والعشرين من الدوري البحريني الممتاز.

## نظرة عامة
توج الحالة باللقب.